# Drujba, Velîka Pîsarivka
Drujba (în ucraineană Дружба) este un sat în comuna Vilne din raionul Velîka Pîsarivka, regiunea Sumî, Ucraina.

## Demografie
Componența lingvistică a localității Drujba
     Rusă (83,33%)
     Ucraineană (16,67%)
Conform recensământului din 2001, majoritatea populației localității Drujba era vorbitoare de rusă (83,33%), existând în minoritate și vorbitori de ucraineană (16,67%).